# Aroostook (Nova Brunswick)
Aroostook és una població del Canadà situada al Comtat Victoria de Nova Brunswick. El 2011 tenia 351 habitants.
Es troba a la riba oest del riu Saint John a la desembocadura del Riu Aroostook.
Va ser fundat el 1852 i va esdevenir un centre de ferrocarril important l'any 1878 quan es va acabar el New Brunswick Railway des de Fredericton a Edmundston i l'Aroostook River Railway des d'Aroostook a Caribou, Maine.